# キール・ピーク
キール・ピーク(Keele Peak)は、マッケンジー山脈の最高峰(2,972m)であり、カナダのユーコン準州に所在する。

## 概要
プロミネンスは2,177mで、ウルトラ・プロミネント峰の一つである。カノール･ロードから約25kmに位置している。
峰の名前は、アイルランド生まれのカナダへの移民で、探検家・地質学者のジョゼフ・キール(Joseph Keele、1861年12月13日 - 1923年6月11日)に由来する。